# 29 (トランプゲーム)
29（にじゅうきゅう）とはトランプゲームの一つ。カードの数字を足していき、ちょうど29にすることによって勝つ。ふつうは子供の遊びとして行われる

## 遊び方
プレイ人数は3～7人で、通常の52枚のトランプから10を何枚か抜くことにより、全員の手札の枚数が等しくなるようにする。ジョーカーは使用しない。
- 2人・4人なら52枚をそのまま使用する
- 3人なら1枚抜いた51枚
- 5人なら2枚抜いた50枚
- 6人なら4枚抜いた48枚
- 7人なら3枚抜いた49枚

このゲームではスートには意味がない。エースと絵札は1点、その他のカードは数字と同じ点数として数える。
カードを全て配ったあと、ディーラーの左隣の競技者が手札から任意の1枚を表向きにして台札として場に出す。それから時計回りに1枚ずつ表向きに出していく。手札を出す時は場に置かれていたカードと自分の出したカードの合計点数を宣言する（例：場に7とKが出ていて3を出したら「11」と宣言する。）。カードの合計を29点にした人が1回分の勝ちになる。勝者は場に出ているカードをすべて獲得し（獲得したカードを裏向けに自分の前に置く）、次の台札を出す。誰かの手札が無くなった時点で全てのゲームが終了し、獲得した枚数の多い順に順位をつける。同点が複数いる場合は、手札の少ないほうが勝者となる。
場札との合計が29点を超えるカードしか手札にない場合は、パスし次の人へ回す。パスは何回もできるが、手札に29点を超えないカードがある場合はパスできない。
全員がパスした場合は、その回はノーゲームとなり、場に出ている札を流す。次の回は、前回最初にパスをした人が台札を出す。